# Ammophila producticollis
Ammophila producticollis är en biart som beskrevs av Morice 1900. Ammophila producticollis ingår i släktet Ammophila och familjen grävsteklar. Inga underarter finns listade i Catalogue of Life.